# Hagsjön (Anderstorps socken, Småland)
Hagsjön är en sjö i Gislaveds kommun i Småland och ingår i Nissans huvudavrinningsområde. Sjön är 13,2 meter djup, har en yta på 0,222 kvadratkilometer och är belägen 170,1 meter över havet. Sjön avvattnas av vattendraget Töråsbäcken. Vid provfiske har abborre, gädda och mört fångats i sjön.

## Delavrinningsområde
Hagsjön ingår i det delavrinningsområde (635198-136831) som SMHI kallar för Mynnar i Anderstorpaån. Avrinningsområdets medelhöjd är 179 meter över havet och ytan är 14,88 kvadratkilometer. Det finns inga delavrinningsområden uppströms utan avrinningsområdet är högsta punkten. Töråsbäcken som avvattnar avrinningsområdet har biflödesordning 3, vilket innebär att vattnet flödar genom totalt 3 vattendrag innan det når havet efter 114 kilometer. Delavrinningsområdet består mestadels av skog (73 procent). Avrinningsområdet har 1,39 kvadratkilometer vattenytor vilket ger det en sjöprocent på 9,3 procent. Bebyggelsen i området täcker en yta av 1,62 kvadratkilometer eller 11 procent av avrinningsområdet.